# O ritual dos sádicos
O ritual dos sádicos, conosciuto anche con titolo O despertar da besta, è un film del 1970 diretto da José Mojica Marins.

## Trama
Un insegnante, durante un dibattito riguardante l'origine del male, comincia a narrare storie vere in cui la crudeltà è stata maggiormente espressa. Il film diviene presto una serie di sadici rituali tra i più bizzarri, dalla madre che spia la figlia mentre questa sta masturbando un cavallo fino ad una ragazza che, ballando in modo discinto, provoca un'orgia generale.